# شهرستان گویدونگ
شهرستان گویدونگ (به لاتین: Guidong County) یک منطقهٔ مسکونی در چین است که در چنژو واقع شده‌است.